# الاتفاقية الدولية لتنظيم صيد الحيتان

الدول الأطراف في الاتفاقية الدولية لتنظيم صيد الحيتان (باللون الأزرق)

الاتفاقية الدولية لتنظيم صيد الحيتان اتفاقية بيئية دولية تهدف إلى "الحفاظ على مخزون الحيتان بشكل صحيح وبالتالي تمكين التنمية المنظمة لصناعة صيد الحيتان". إنها تحكم ممارسات صيد الحيتان التجارية والعلمية وممارسات الصيد من أجل البقاء للسكان الأصليين في 88 دولة عضو.
هذه الاتفاقية هي خليفة لاتفاقية جنيف لعام 1931 لتنظيم صيد الحيتان والاتفاقية الدولية لعام 1937 لتنظيم صيد الحيتان، والتي أنشئت ردًا على الاستغلال المفرط للحيتان في فترة ما بعد الحرب العالمية الأولى. لم تكن أي من الصكين فعالة، ولكن كل منهما وفر الإطار للاتفاقية الدولية لتنظيم صيد الحيتان، التي ترأستها الولايات المتحدة ووقعت عليها 15 دولة في واشنطن العاصمة ، في 3 ديسمبر/كانون الأول 1946؛ ودخلت الاتفاقية حيز التنفيذ في 10 نوفمبر/تشرين الثاني 1948. وفي 19 نوفمبر/تشرين الثاني 1956، تم التوقيع على بروتوكول يوسع نطاق تطبيق الاتفاقية.
أهداف الاتفاقية الدولية لتنظيم صيد الحيتان هي حماية جميع أنواع الحيتان من الصيد الجائر؛ وإنشاء نظام تنظيم دولي لمصايد الحيتان لضمان الحفاظ على مخزون الحيتان وتنميته بشكل سليم؛ وحماية الموارد الطبيعية المهمة التي تمثلها مخزونات الحيتان للأجيال القادمة. الأداة الأساسية لتنفيذ هذه الأهداف هي لجنة صيد الحيتان الدولية، التي أنشأتها الاتفاقية باعتبارها هيئة صنع القرار الرئيسية. تجتمع اللجنة الدولية لصيد الحيتان سنويًا وتعتمد "جدولًا" ملزمًا ينظم حدود الصيد، وطرق صيد الحيتان، والمناطق المحمية، والحق في إجراء البحوث العلمية التي تنطوي على قتل الحيتان.

## أعضاء
اعتبارًا من يناير 2021، بلغ عدد الأطراف في الاتفاقية 88 طرفًا. كانت الدول الموقعة الأولية هي الأرجنتين، وأستراليا، والبرازيل، وكندا، وتشيلي، والدنمارك، وفرنسا، وهولندا، ونيوزيلندا، والنرويج، وبيرو، وجنوب أفريقيا، والاتحاد السوفييتي، والمملكة المتحدة، والولايات المتحدة.
على الرغم من أن النرويج طرف في الاتفاقية، إلا أنها تتمسك باعتراضها على وقف العمل العالمي الذي فرضته اللجنة الدولية لصيد الحيتان عام 1986، ولا ينطبق هذا الاعتراض عليها.

### عمليات السحب
انسحبت عشر دول من الاتفاقية منذ التصديق عليها وهي: كندا، مصر، اليونان، غواتيمالا، جامايكا، اليابان، موريشيوس، الفلبين، سيشل وفنزويلا.
انسحبت بليز والبرازيل ودومينيكا والإكوادور وأيسلندا ونيوزيلندا والنرويج وبنما وجزر سليمان والسويد وأوروغواي من الاتفاقية مؤقتًا ولكنها انضمت مرة أخرى؛ وانسحبت هولندا مرتين، لتنضم للمرة الثالثة فقط.
اليابان هي أحدث عضو ينسحب اعتبارًا من يونيو 2019، وذلك لاستئناف صيد الحيتان تجاريًا.

## أعضاء
اعتبارًا من يناير 2021، بلغ عدد الأطراف في الاتفاقية 88 طرفًا. كانت الدول الموقعة الأولية هي الأرجنتين ، وأستراليا، والبرازيل، وكندا، وتشيلي، والدنمارك، وفرنسا، وهولندا، ونيوزيلندا، والنرويج، وبيرو، وجنوب أفريقيا، والاتحاد السوفييتي، والمملكة المتحدة، والولايات المتحدة.
على الرغم من أن النرويج طرف في الاتفاقية، إلا أنها تتمسك باعتراضها على وقف العمل العالمي الذي فرضته اللجنة الدولية لصيد الحيتان عام 198، ولا ينطبق هذا الاعتراض عليها.

### عمليات السحب
انسحبت عشر دول من الاتفاقية منذ التصديق عليها وهي: كندا، مصر، اليونان، غواتيمالا، جامايكا، اليابان، موريشيوس ، الفلبين، سيشل وفنزويلا.
انسحبت بليز والبرازيل ودومينيكا والإكوادور وأيسلندا ونيوزيلندا والنرويج وبنما وجزر سليمان والسويد وأوروغواي من الاتفاقية مؤقتًا ولكنها انضمت مرة أخرى؛ وانسحبت هولندا مرتين، لتنضم للمرة الثالثة فقط.
اليابان هي أحدث عضو ينسحب اعتبارًا من يونيو 2019، وذلك لاستئناف صيد الحيتان تجاريًا.

## فعالية
كانت هناك خلافات مستمرة حول نطاق الاتفاقية. اتفاقية عام 1946 لا تحدد "الحوت". يزعم بعض أعضاء اللجنة الدولية لصيد الحيتان أنها تتمتع بالكفاءة القانونية لتنظيم صيد الحيتان الكبيرة فقط (الحيتان البالينية وحوت العنبر). ويعتقد آخرون أن جميع الحيتانيات، بما في ذلك الدلافين الصغيرة وخنازير البحر، تقع ضمن اختصاص اللجنة الدولية لصيد الحيتان.
توصلت نتائج تحليل أجراه مجلس كارنيجي إلى أنه على الرغم من أن الاتفاقية الدولية لتنظيم صيد الحيتان حققت "نجاحًا غامضًا" بسبب انقساماتها الداخلية، إلا أنها مع ذلك "نجحت في إدارة التحول التاريخي من صيد الحيتان المفتوح إلى صيد مقيد للغاية. فقد أوقفت جميع الدول التي تمارس صيد الحيتان باستثناء الدول الأكثر حماسًا. وقد زاد هذا النجاح من صعوبة مهمتها، إذ تركت الجزء الأصعب من المشكلة إلى النهاية".